# Селенид золота(III)
Селенид золота(III) — бинарное неорганическое соединение
золота и селена с формулой Au2Se3,
чёрное аморфное вещество.

## Физические свойства
Селенид золота(III) образует чёрное аморфное вещество.